# كريس ماك
كريس ماك (30 يونيو 1970 في أستراليا - )  (بالإنجليزية: Chris Mack)‏ هو لاعب كريكت أسترالي. لعب مع فريق غرب أستراليا للكريكت ‏.

## وصلات خارجية
- كريس ماك على موقع إي آس بي آن كريك إنفو (الإنجليزية)